# 大手町駅 (東京都)

配置略図

大手町駅（おおてまちえき）は、東京都千代田区にある、東京地下鉄（東京メトロ）・東京都交通局（都営地下鉄）の駅である。
東京メトロの駅は大手町に、都営地下鉄は丸の内にそれぞれ所在する。

## 概要
大手町は隣接する丸の内とともに日本屈指のオフィス街・金融街であり、多数のビジネス客が利用する。JR東京駅に比較的近く、多数の路線が乗り入れており、東京の地下鉄の中心的存在の駅の一つである。東京サンケイビルと直結していることから丸ノ内線ではサンケイ前の副駅名が案内される。なお、三田線でもラッピング開始（後述）から東急目黒線日吉駅延伸まで読売新聞社前の副駅名があり、次駅案内放送でも流れていた。

### 乗り入れ路線
以下の5路線が通っており、これは東京の地下鉄の駅では最も多い。東京駅とは複数の地下通路で繋がっているが、最も近い東西線以外は案内されていない。東西線の乗り換え案内では「JR線」と放送される。
- 東京メトロ
  -  丸ノ内線 - ホームの位置：東側（北緯35度41分13秒 東経139度45分58.6秒 / 北緯35.68694度 東経139.766278度）
  -  東西線 - 南側（北緯35度41分4.8秒 東経139度45分57.8秒 / 北緯35.684667度 東経139.766056度）
  -  千代田線 - 西側（北緯35度41分10.5秒 東経139度45分48.6秒 / 北緯35.686250度 東経139.763500度）
  -  半蔵門線 - 北側（北緯35度41分12秒 東経139度45分54秒 / 北緯35.68667度 東経139.76500度）
- 都営地下鉄
  -  三田線 - 南西側（北緯35度41分5秒 東経139度45分46.6秒 / 北緯35.68472度 東経139.762944度）

駅番号は、丸ノ内線がM 18、東西線がT 09、千代田線がC 11、半蔵門線がZ 08、三田線がI 09となっている。

### 所在地
- 丸ノ内線・千代田線・半蔵門線：東京都千代田区大手町一丁目6-1
- 東西線：東京都千代田区大手町二丁目1-1
- 三田線：東京都千代田区丸の内一丁目3-1

各路線の駅の深さは、丸ノ内線が10.2 m、東西線が18.4 m、千代田線が14.1 m、半蔵門線が27.1 m、都営三田線が12.9 mである。

## 歴史
- 1956年（昭和31年）7月20日：帝都高速度交通営団（営団地下鉄）丸ノ内線が開業（最初に東京サンケイビル下に開業したのが始まり。丸ノ内線の車内放送では「大手町」の後に「サンケイ前」とアナウンスしている）。
- 1966年（昭和41年）10月1日：帝都高速度交通営団（営団地下鉄）東西線が開業（東京駅に近い永代通り地下に駅を建設。東京駅ではなく大手町駅として開業）。
- 1969年（昭和44年）12月20日：帝都高速度交通営団（営団地下鉄）千代田線が開業（千代田線と都営地下鉄6号線が当駅 - 日比谷駅間を一体で建設するが、千代田線の駅が先に開業する）。
- 1972年（昭和47年）6月30日：都営地下鉄6号線が開業。
- 1977年（昭和52年）7月19日：半蔵門線当駅部の土木工事が完成[5]（大手町五・六工区[5]）。ただし、半蔵門 - 九段下間の建設が反対運動により大幅に遅れたため、当駅への延伸開業は完成から11年半後となった[5]。
- 1978年（昭和53年）7月1日：都営地下鉄6号線を三田線に改称。
- 1989年（平成元年）1月26日：営団地下鉄半蔵門線開業[6]（丸ノ内線と千代田線との間にホームがあり、これが完成して現在の形態となった。）。
- 2004年（平成16年）4月1日：帝都高速度交通営団（営団地下鉄）民営化に伴い、丸ノ内線・東西線・千代田線・半蔵門線の駅は東京地下鉄（東京メトロ）に継承される[7]。
- 2007年（平成19年）3月18日：ICカード「PASMO」の利用が可能となる[8]。
- 2008年（平成20年）3月15日：小田急ロマンスカーの千代田線への直通運転が開始され、停車駅となる[9]。
- 2015年（平成27年）6月3日：東西線ホームに発車メロディを導入[10]。
- 2018年（平成30年）
  - 9月13日：半蔵門線ホームに発車メロディを導入[11]。
  - 10月27日：千代田線ホームに発車メロディを導入。

## 駅構造
各路線の駅をつなぎ合わせるとアルファベットの「P」のような配置になっており、左下から時計回りに三田線・千代田線・半蔵門線・丸ノ内線・東西線の順に並んでいる。半蔵門線の駅が開業した当時は「日本一の地下鉄駅」としてNHKのニュース番組などでも取り上げられた。

### 東京メトロ
丸ノ内線は相対式ホーム2面2線、その他の路線は島式ホーム1面2線を有する地下駅である。駅務管区所在駅であり、大手町駅務管区として大手町地域、日比谷地域、新木場地域を管理する。
東京メトロ各線は改札内で連絡しているが、丸ノ内線・半蔵門線と東西線の乗り換え部分は直接の連絡がなく、改札内で乗り換える場合は千代田線ホームを経由することになる。なおいずれの路線も東京メトロの他の3路線全てとの間で改札外乗換ができるようになっている。

#### 各路線固有の説明
丸ノ内線
南隣の東京駅に近すぎないようにという理由で、現在の位置に建設された。
東西線
各路線の建設の経緯上、大手町駅では東西線のみが、他の路線への乗り換え距離が遠くなっている。当駅が最寄りとされている施設も、東西線を使う場合は隣の竹橋駅を使う方が近いケースもある。当路線の駅では飯田橋駅も同じ状況にある。
当駅 - 東京駅間のトンネルの下にも駅施設があるため、改札外通路が丸ノ内線トンネルの部分を掘り下げた構造になっており、ホームも丸ノ内線トンネルとの交差部分のみ天井が少し低くなっている。
改札口からJR東京駅八重洲口・丸の内口への2方向に分かれるが、新幹線は八重洲口（日本橋口を含む）を利用するよう表記されている。
JR東京駅とホームが最も近接している東西線に限り、東京駅への乗り換え案内を行っている。逆に、東京駅では東西線への案内を駅構内のみで行っている。なおJR東京駅構内には、東西線に加えて丸ノ内線についても乗り換え案内があるが、これは大手町駅ではなく丸ノ内線東京駅を接続駅としているものである。
千代田線
もともと当駅が第一期開業区間の終点であったことから、新御茶ノ水駅寄りに渡り線が設置されている。当駅から先への延伸後は緊急時に使用されている。当駅（厳密には日本橋川の神田橋付近）から日比谷駅にかけて都営地下鉄三田線との並行区間（同時施工・営団が東京都から受託施工）となっており、日比谷通りの地下を千代田線は東側、三田線は西側（皇居側）を通っており、両線のトンネルが一体構造となっている。
日比谷通りの幅員の制約により、千代田線と三田線の駅を並べて設置することはできないことから、約2 kmの並行区間に約500 m間隔で駅を設置することとし、千代田線大手町駅、三田線大手町駅、千代田線二重橋前駅、三田線日比谷駅、千代田線日比谷駅が交互に設けられている。

#### のりば
| 番線 | 路線     | 行先                                     |
| ---- | -------- | ---------------------------------------- |
| 1    | 丸ノ内線 | 荻窪・方南町方面                         |
| 2    | 丸ノ内線 | 池袋方面                                 |
| 3    | 東西線   | 西船橋・津田沼・東葉勝田台方面           |
| 4    | 東西線   | 中野・三鷹方面                           |
| 5    | 千代田線 | 代々木上原・伊勢原方面                   |
| 6    | 千代田線 | 北綾瀬・我孫子・取手方面                 |
| 7    | 半蔵門線 | 渋谷・長津田・中央林間方面               |
| 8    | 半蔵門線 | 押上〈スカイツリー前〉・久喜・南栗橋方面 |

（出典：東京メトロ:構内図）
- 当駅のホーム番号は8番線まであり、同一駅での日本の地下鉄の中では最多である。
- 千代田線では、平日夜間時間帯に当駅始発の本厚木行特急ロマンスカー「メトロホームウェイ」が4本設定されている。ただし、千代田線内でのダイヤの関係上、留置線のある湯島駅より回送してから客扱いを行う。また当駅からロマンスカーに乗車する場合、千代田線内のみの利用はできない[15]。そのため小田急線方面の5番線では乗車専用、北千住方面の6番線では降車専用扱いとなる。
- 半蔵門線ホームは押上側のホームがやや湾曲しているため、終日駅員による立ち番がいる。
- 当駅から北千住駅までは千代田線経由と半蔵門線・東武伊勢崎線（東武スカイツリーライン）経由の2つのルートが利用可能であり、東武線内でのダイヤ乱れにより半蔵門線との直通運転が中止されると、半蔵門線内では当駅まで乗車の上、千代田線経由で北千住駅から東武線に乗り換えるよう案内されることがある。

#### 発車メロディ
全ホームで発車メロディ（発車サイン音）を使用している。
東西線ホームでは向谷実作曲のメロディ（詳細は東京メトロ東西線#発車メロディを参照）、それ以外のホームではスイッチ制作のメロディを使用している。
| 番線 | 路線     | 曲名                  | 作曲者   |
| ---- | -------- | --------------------- | -------- |
| 1    | 丸ノ内線 | 快適乗降              | 串田亨   |
| 2    | 丸ノ内線 | 潤い電車              | 福嶋尚哉 |
| 3    | 東西線   | A Day in the METRO    | 向谷実   |
| 4    | 東西線   | Beyond the Metropolis | 向谷実   |
| 5    | 千代田線 | 光のカテナリー        | 福嶋尚哉 |
| 6    | 千代田線 | あなたと一緒なら      | 塩塚博   |
| 7    | 半蔵門線 | マーキュリー          | 福嶋尚哉 |
| 8    | 半蔵門線 | メトロでGo!           | 福嶋尚哉 |

#### バリアフリー設備
丸ノ内線ホーム以外は改札口とホームとの間を連絡するエレベーターが設置されている。
トイレは全部で6か所あるが、多機能トイレは東西線中央改札と半蔵門線ホーム直上の渋谷側地下3階の2か所のみの設置である。乳幼児・オストメイト対応設備は後者にのみ併設されている。

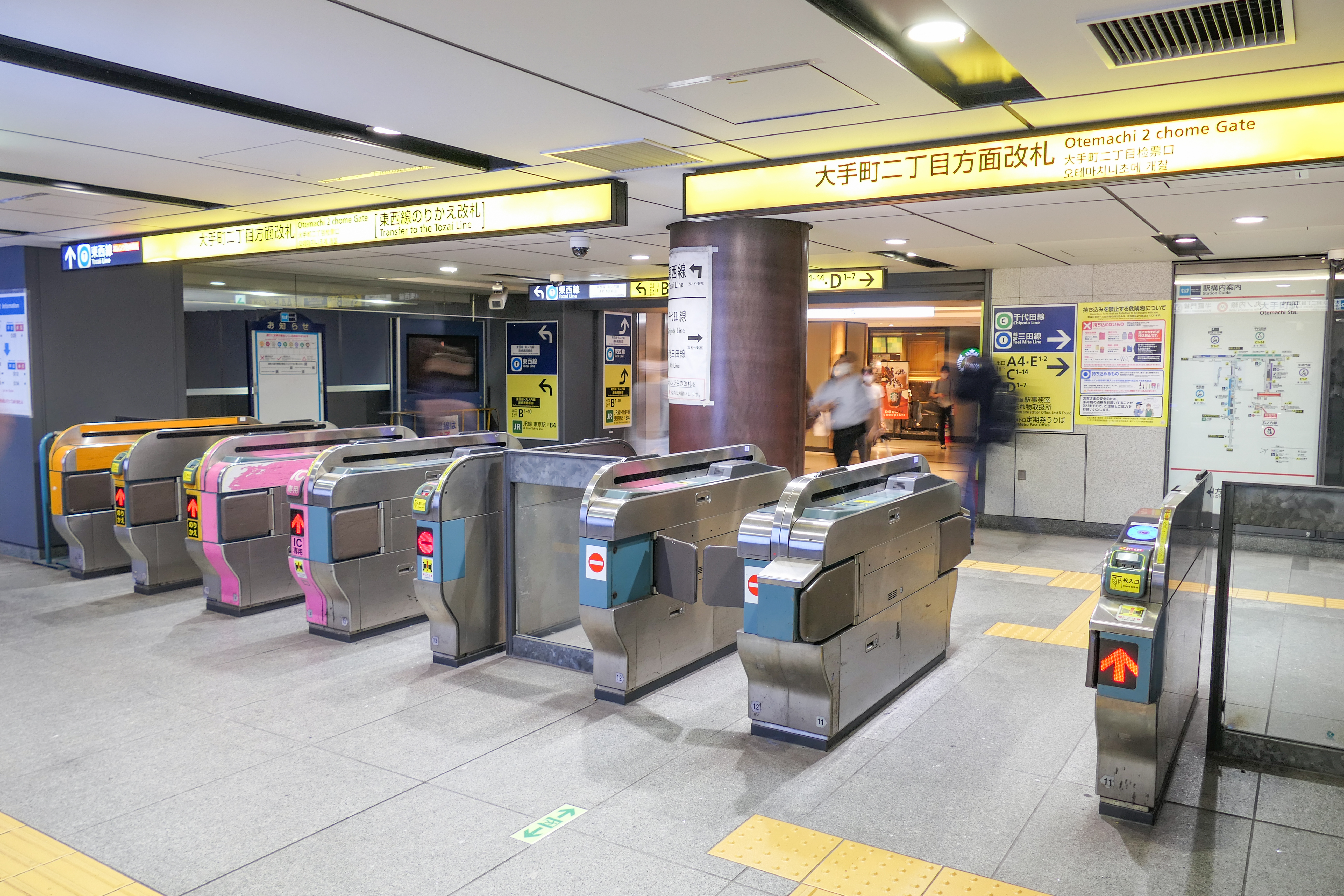
大手町二丁目方面改札（2022年7月）
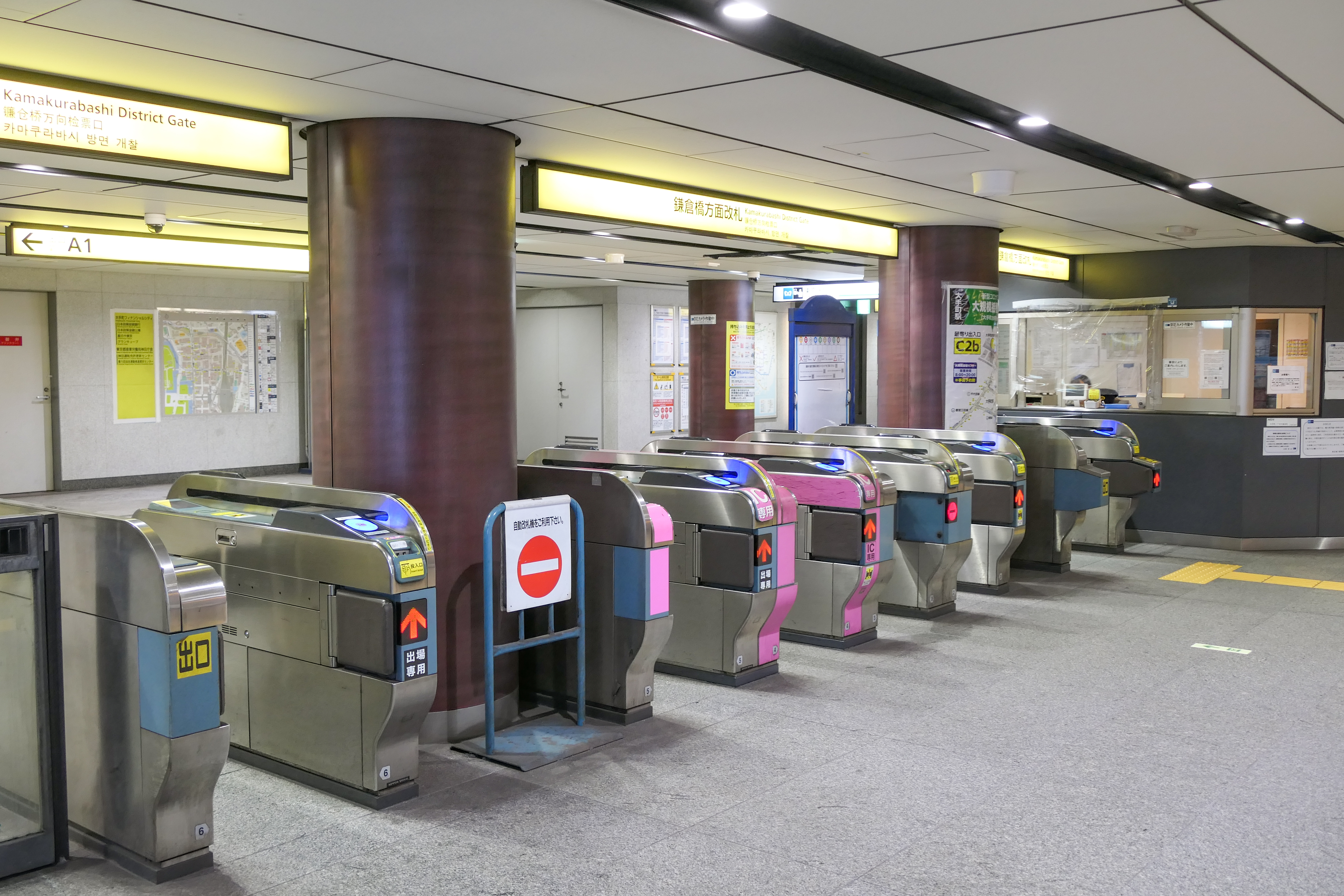
鎌倉橋方面改札（2022年7月）
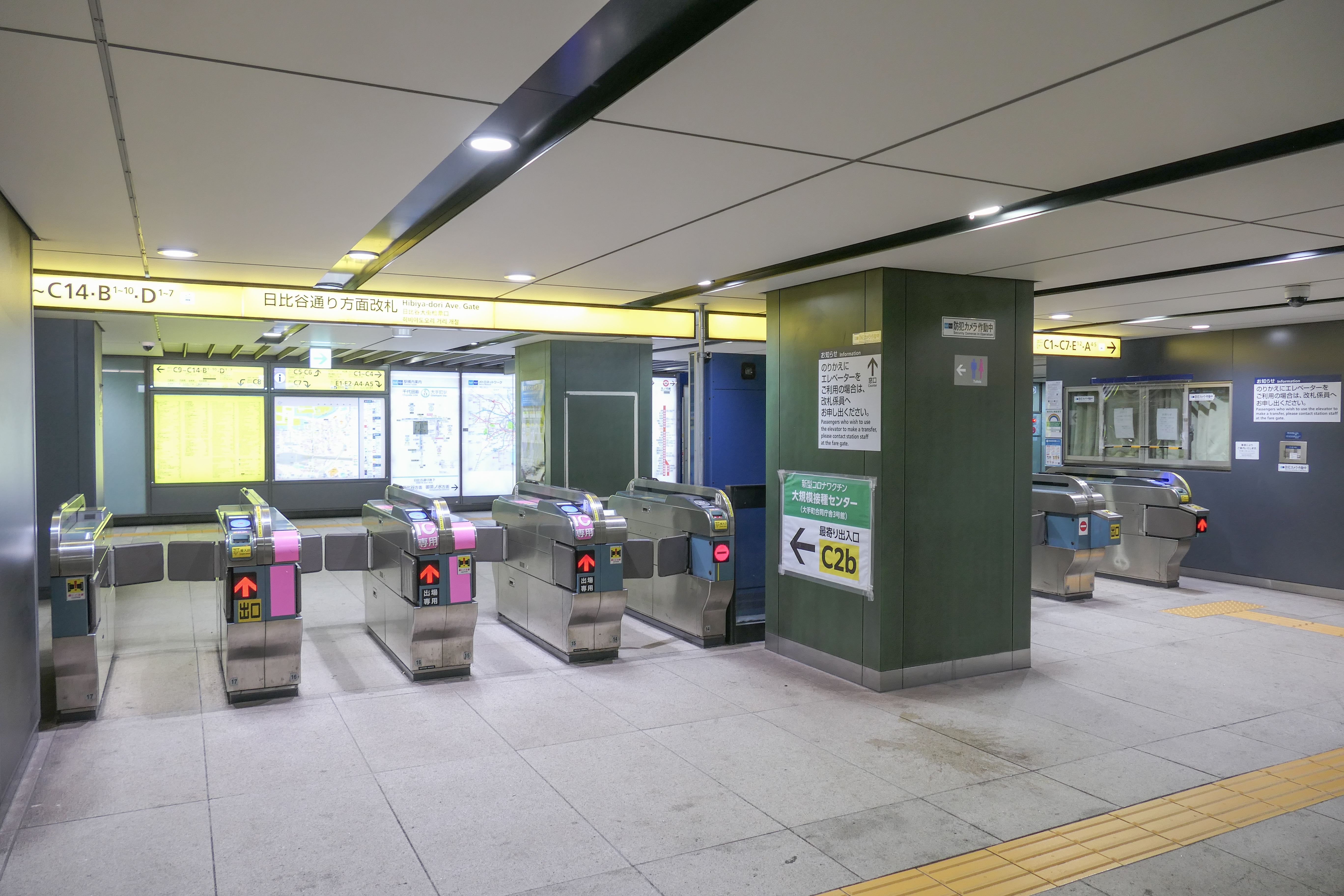
日比谷通り方面改札（2022年7月）
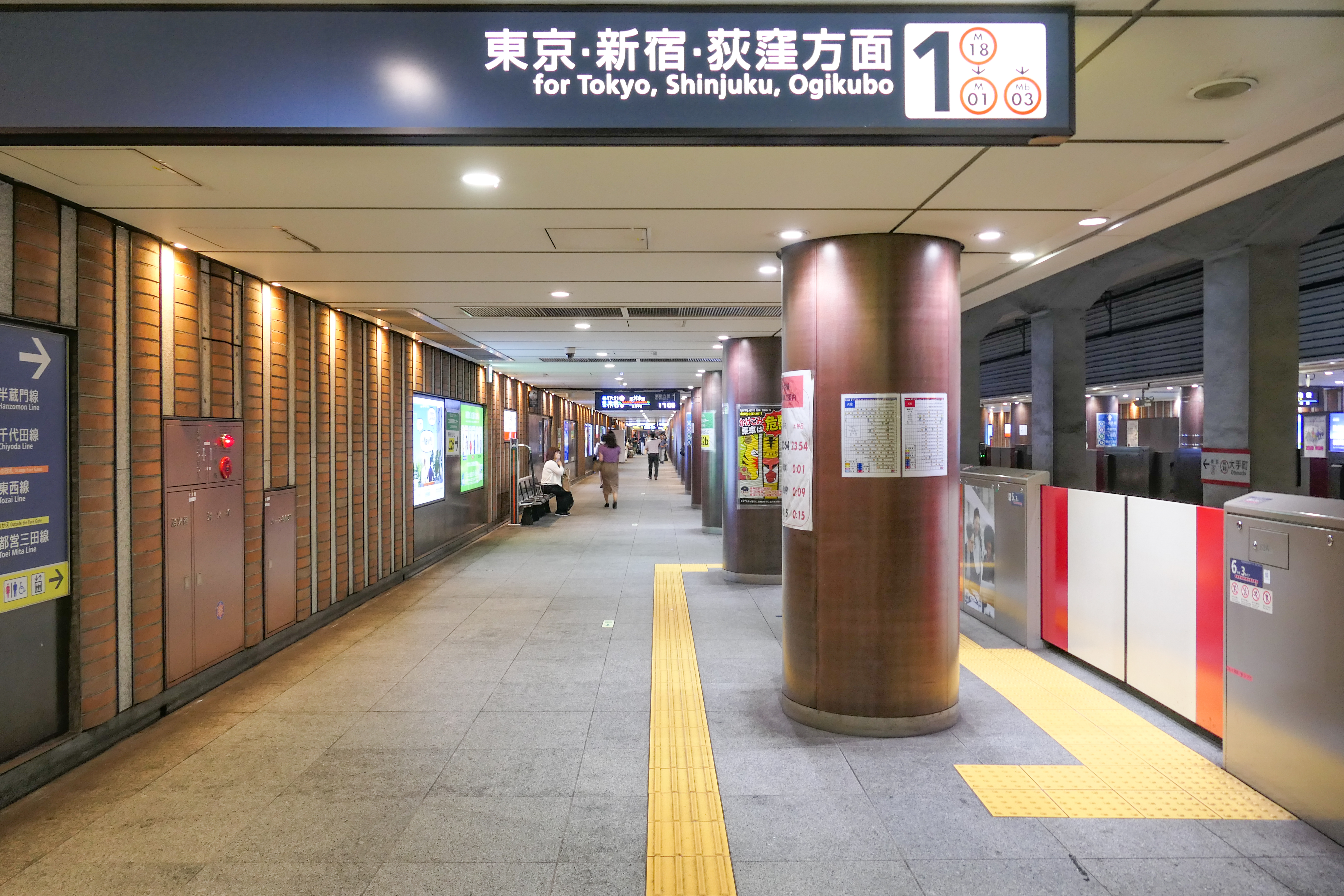
丸ノ内線1番線ホーム（2022年7月）
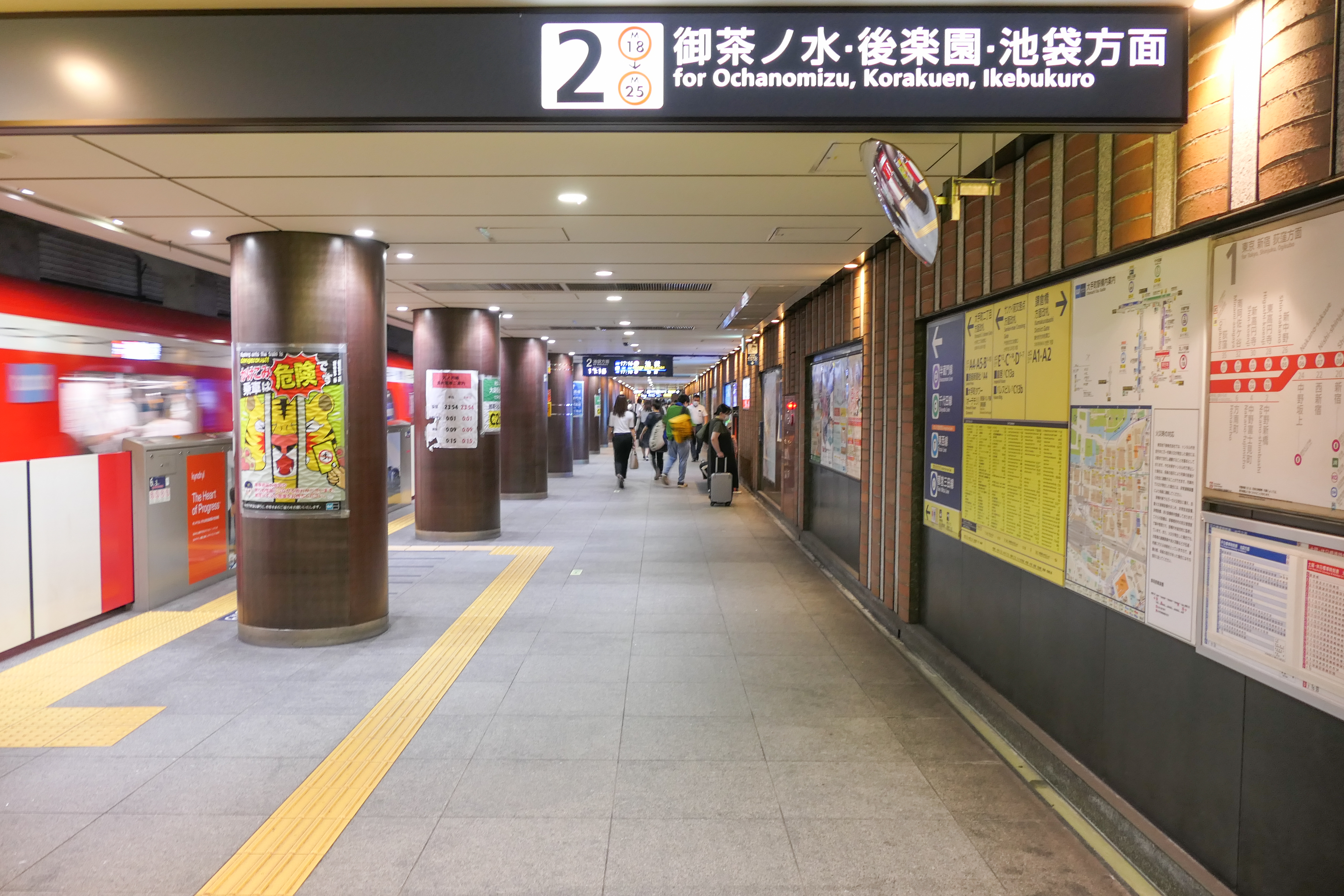
丸ノ内線2番線ホーム（2022年7月）
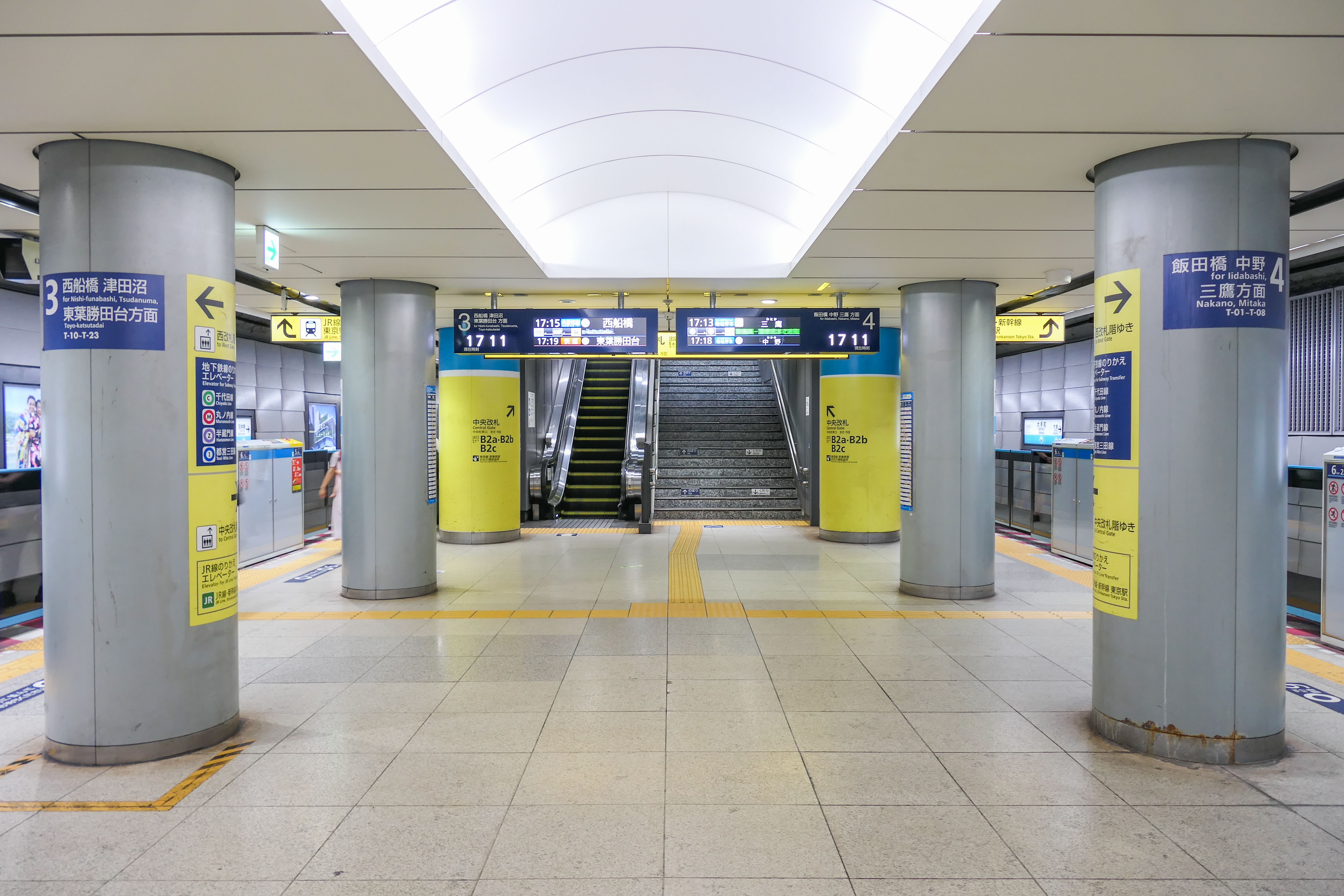
東西線3・4番線ホーム（2022年7月）
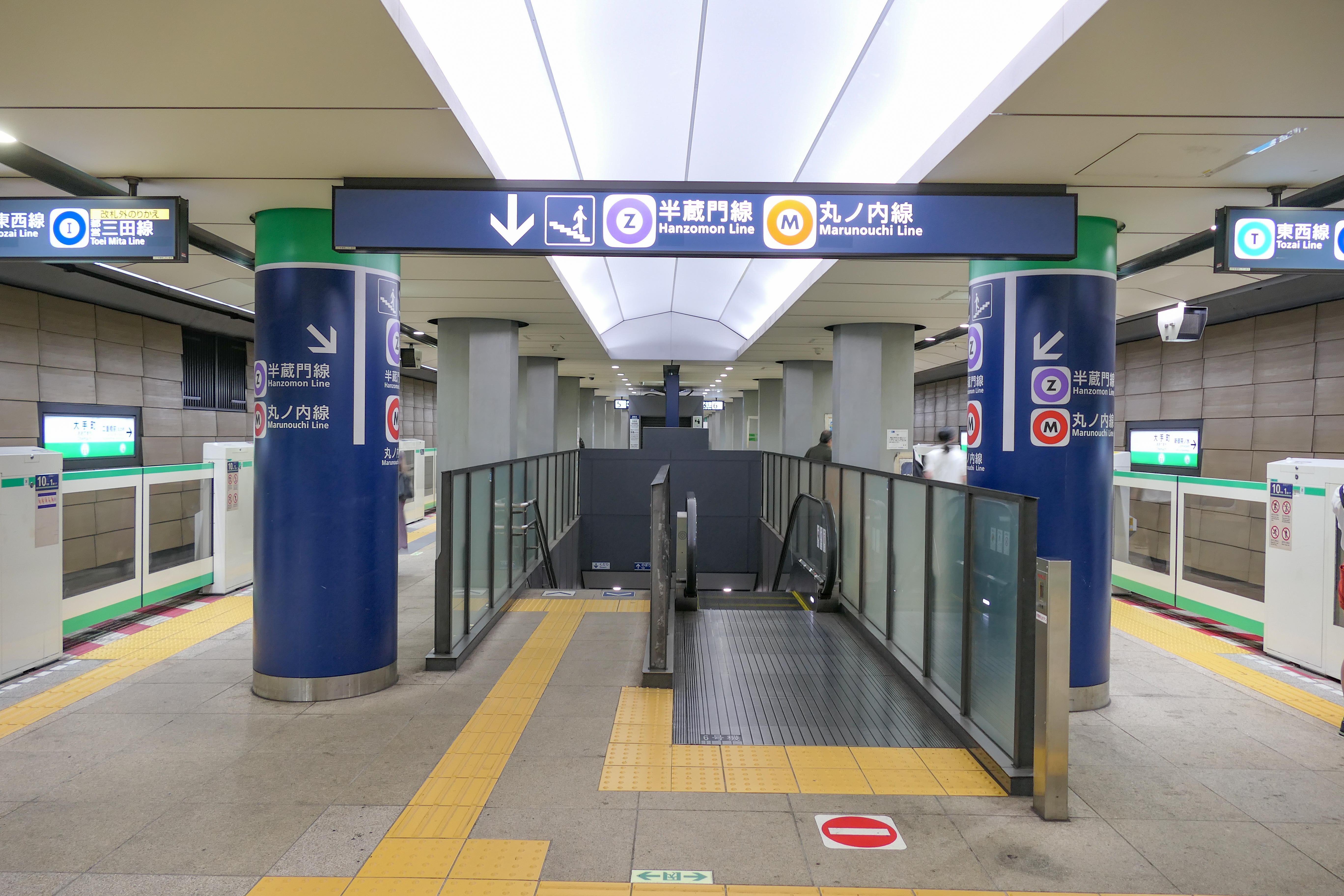
千代田線5・6番線ホーム（2022年7月）
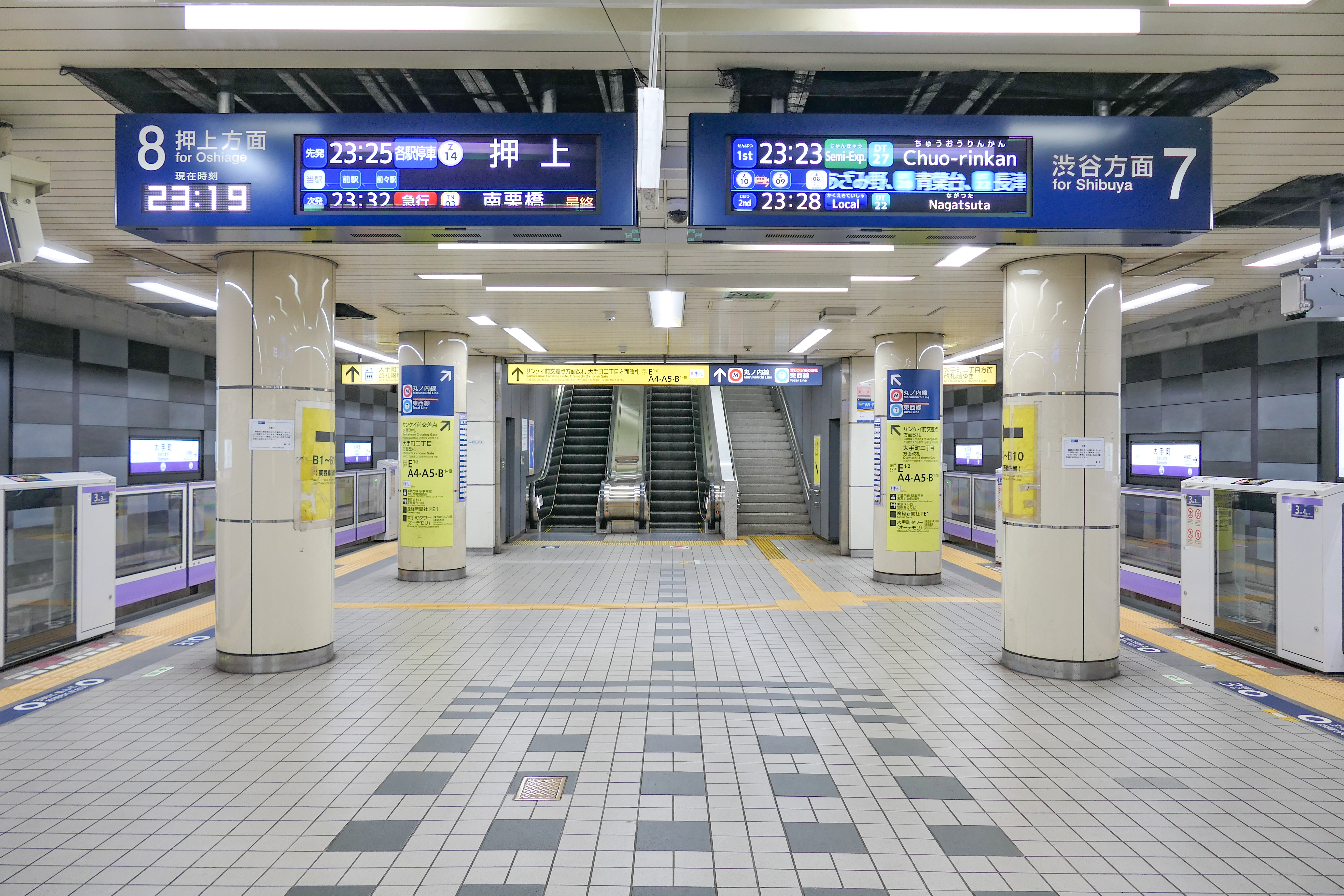
半蔵門線7・8番線ホーム（2022年7月）
リニューアル前の丸ノ内線ホーム（2007年10月）
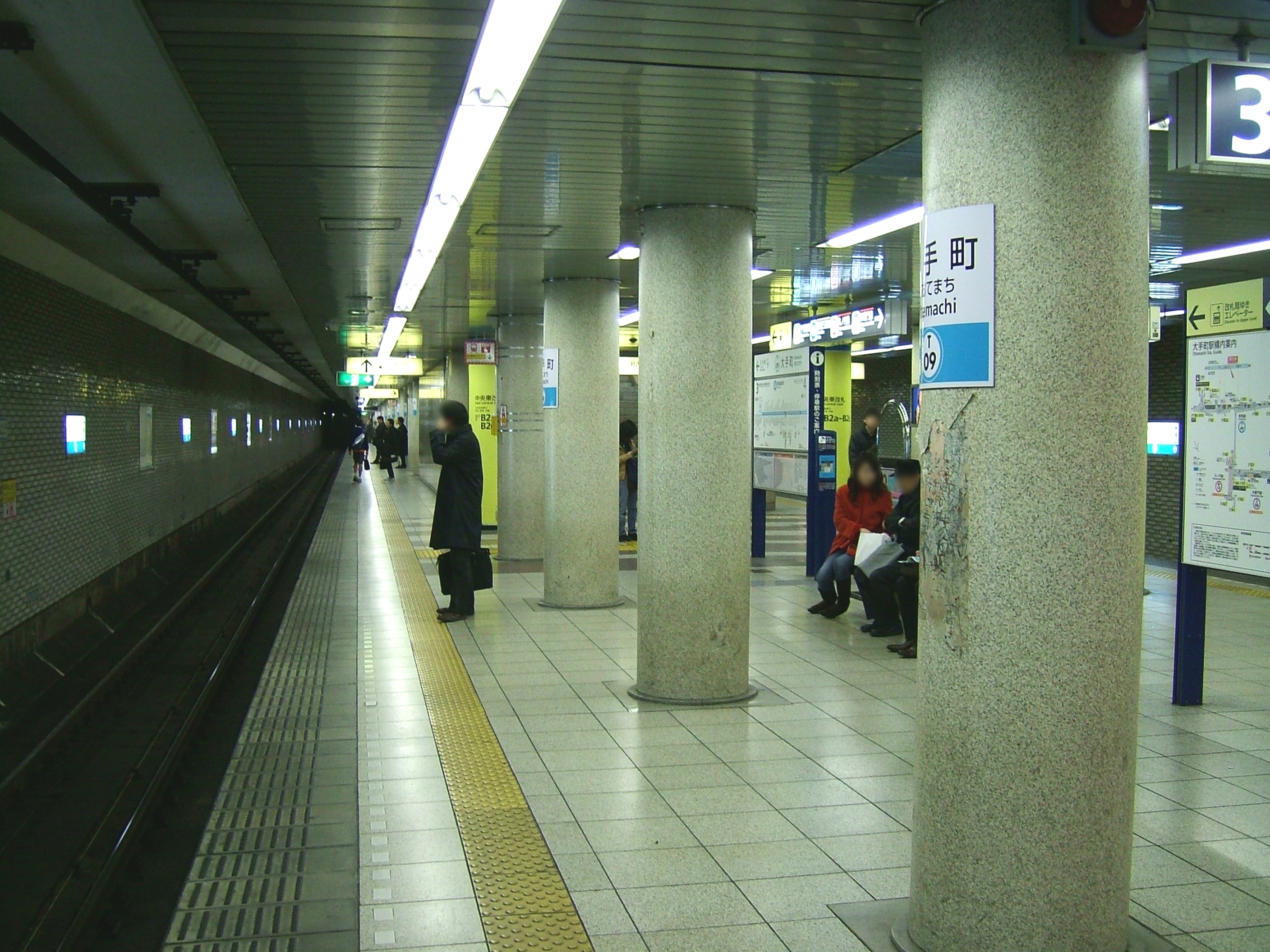
リニューアル前の東西線ホーム（2007年1月）
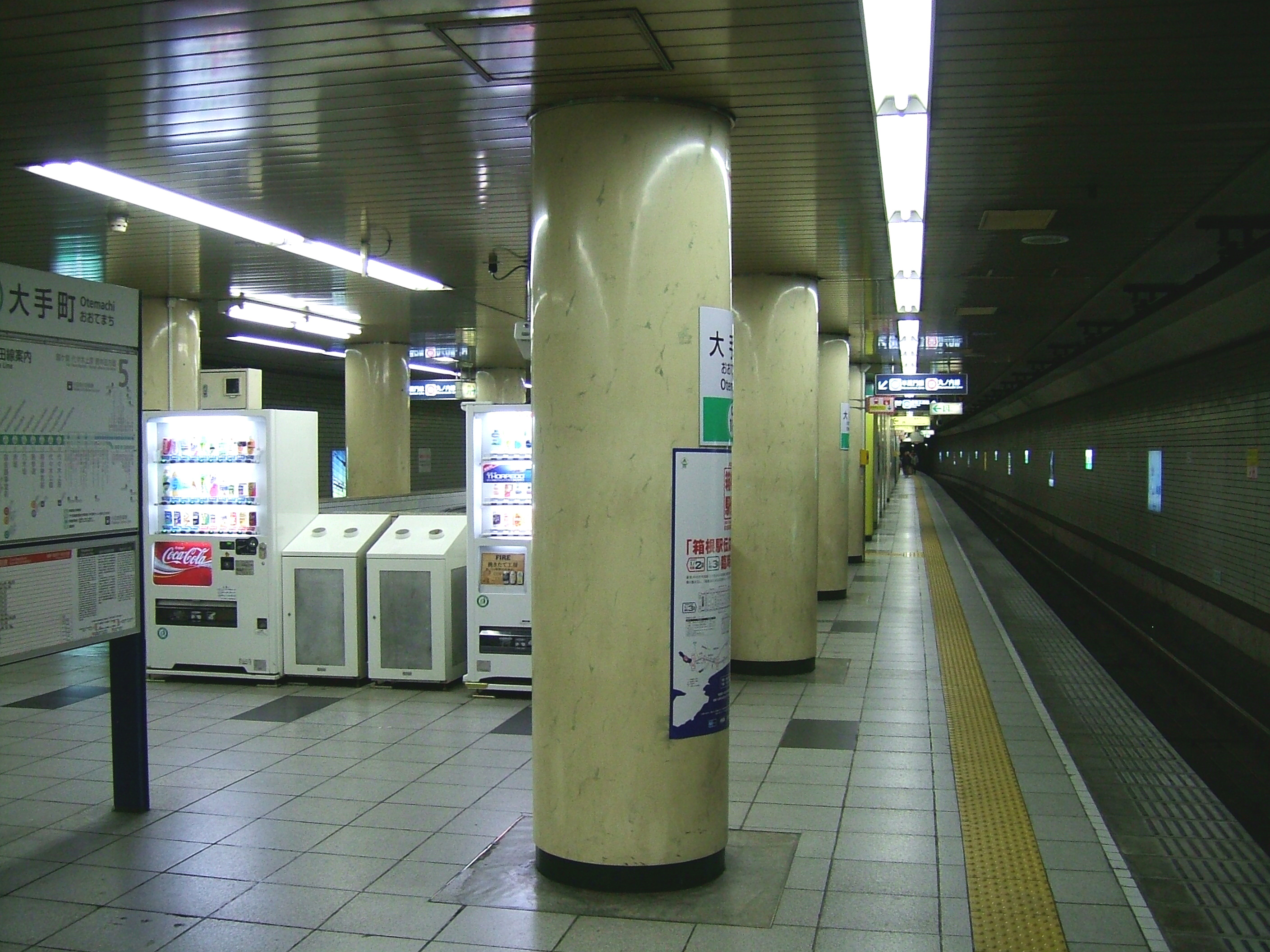
リニューアル前の千代田線ホーム（2006年12月）
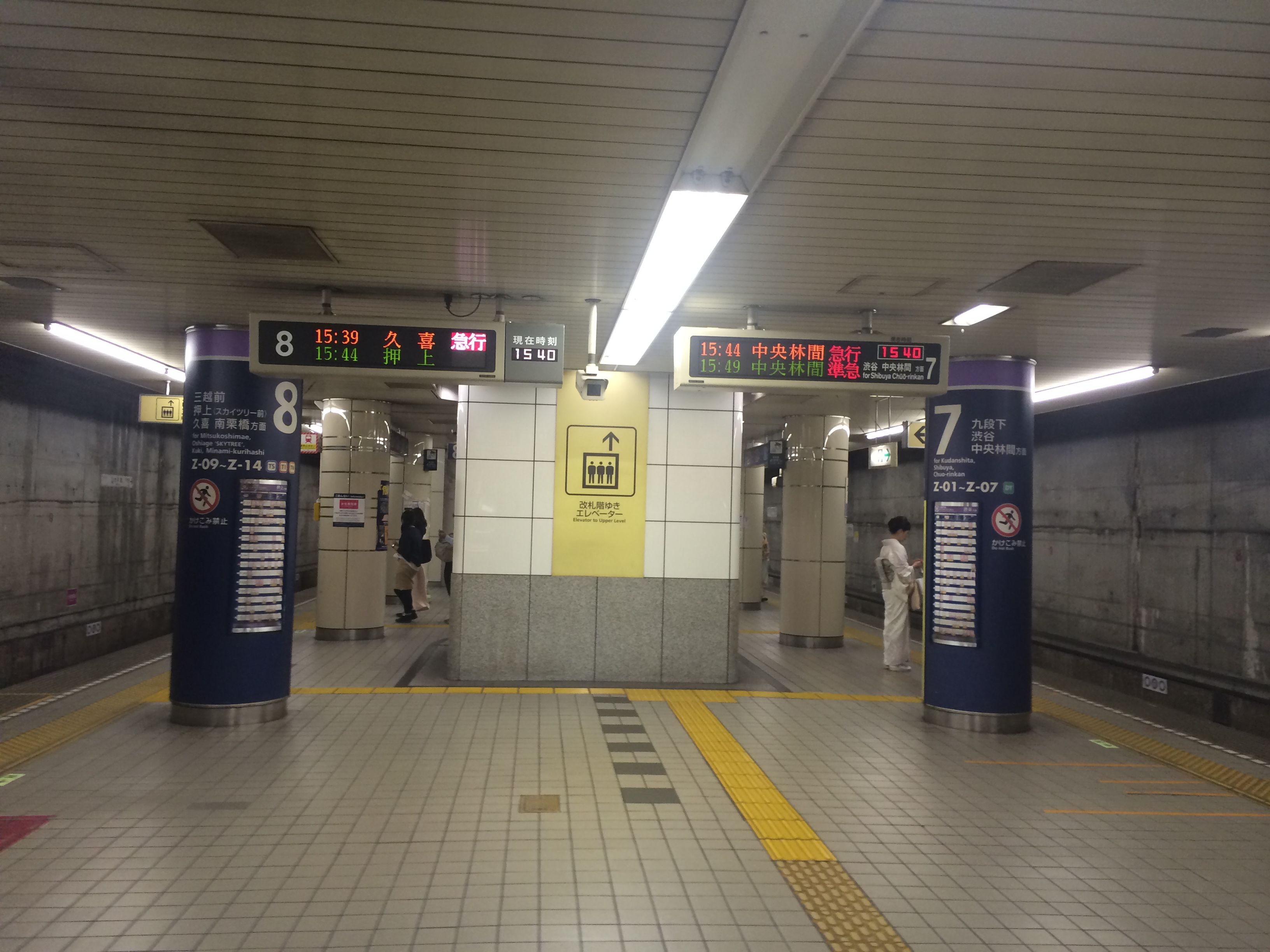
ホームドア設置前の半蔵門線ホーム（2016年10月）
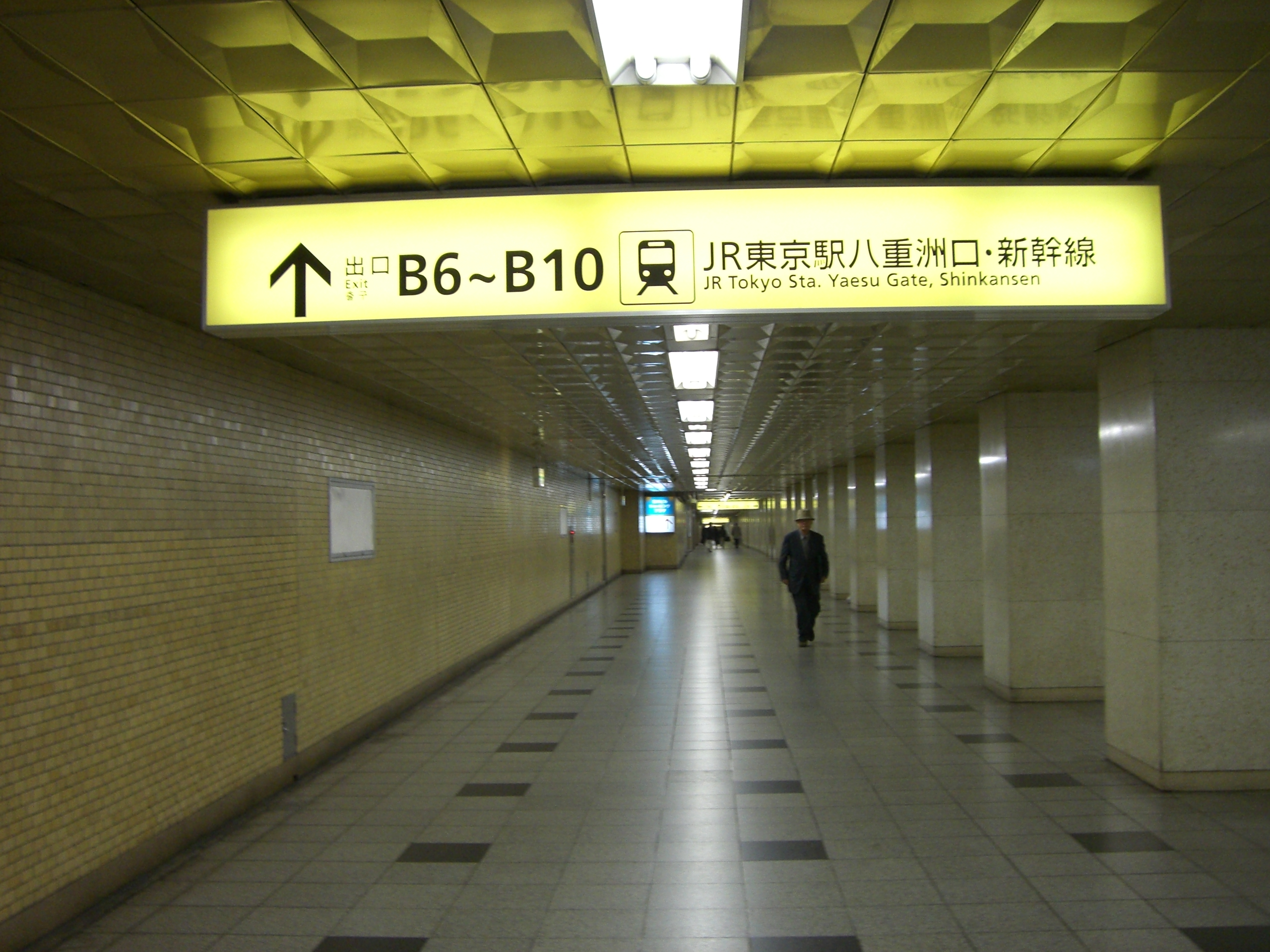
JR東京駅連絡通路（2006年11月）

#### リノベーション工事
2016年の開業60周年に向けて、2013年から丸ノ内線・東西線・千代田線の駅のリノベーション工事を行っている。風格を感じさせる「凛とした駅」をデザインコンセプトとし、コンコースとホームの壁のリニューアルを中心に行っている。丸ノ内線は歴史ある建築物から「煉瓦」、東西線は青く映える高層ビルの壁面のイメージから「ガラス」、千代田線は皇居近辺の豊かな樹木から「木目」をデザインに採用している。なお、先行して拡幅工事を行った東西線西改札付近のコンコースには、工事を紹介するコーナーが設けられている。
工事期間中、改装工事を紹介するパンフレットを発行していたが、2014年10月から「ココドコ」というフリーペーパーを発行している。同紙でも改装工事の紹介記事が掲載されている。

### 東京都交通局
島式ホーム1面2線を有する地下駅である。直営駅。当駅から日比谷駅にかけては千代田線との並行区間である（前述・営団が東京都から受託施工）。
一時期は、コンコースの壁にスタジオジブリ作品や読売日本交響楽団の画像がデザインされたラッピングが施されていた。同様にプラットホームの柱やホームゲート、駅広告には読売ジャイアンツや新聞の意匠のラッピングも施されていた。
日比谷側の地上出入口の一部は、千代田線二重橋前駅の出口と共用している。また、2007年に行幸地下通路が完成し、東京駅へ地下道経由でアクセスすることができる。
乗り換え各線が帝都高速度交通営団（営団地下鉄）だった時代は駅到着時の放送で「営団地下鉄線はお乗り換えです」と放送されていたが、東京メトロ発足後は「東西線、千代田線、丸ノ内線、半蔵門線はお乗り換えです」と路線名を案内するようになった。

#### のりば
| 番線 | 路線       | 行先              |
| ---- | ---------- | ----------------- |
| 1    | 都営三田線 | 目黒・ 東急線方面 |
| 2    | 都営三田線 | 西高島平方面      |

（出典：都営地下鉄:駅構内図）

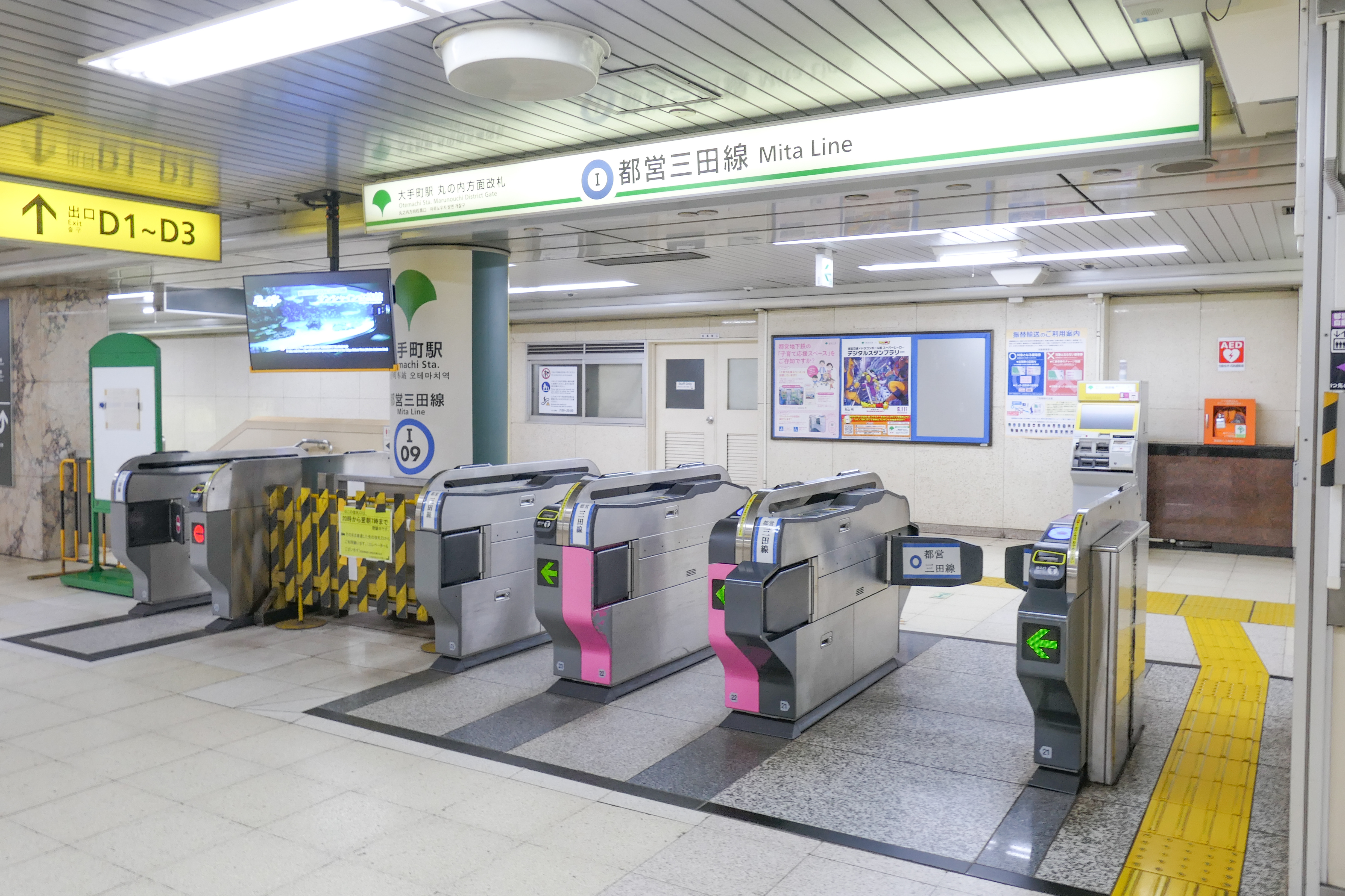
丸の内方面改札（2022年6月）
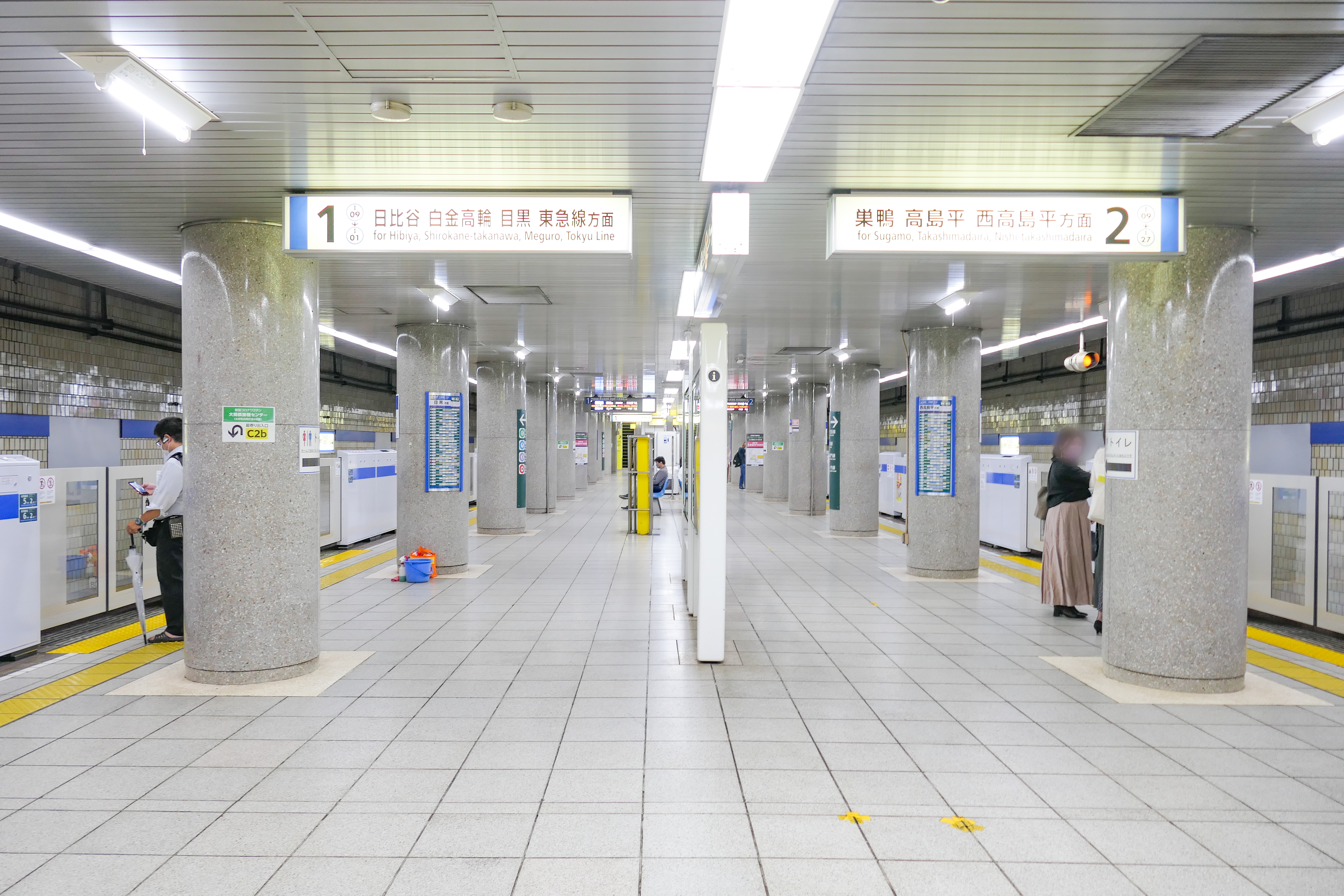
三田線1・2番線ホーム（2022年6月）

## 利用状況
- 東京メトロ - 2024年度の1日平均乗降人員は334,541人である[メトロ 1]。東京メトロの駅全体では池袋駅に次ぐ第2位であるが、この値には東京メトロ線内の乗換人員を含まない。
  - 東京メトロ線同士の乗換人員を含んだ、2018年度の路線別1日平均乗降人員は以下の通りである[乗降データ 1]。
    - 丸ノ内線：191,309人 - 同線内では池袋駅、新宿駅、東京駅、赤坂見附駅に次ぐ第5位。
    - 東西線：305,948人 - 同線内では第1位。
    - 千代田線：234,779人 - 同線内では綾瀬駅、北千住駅、代々木上原駅に次ぐ第4位。
    - 半蔵門線：199,688人 - 同線内では渋谷駅、表参道駅に次ぐ第3位。
- 東京都交通局 - 2023年度の1日平均乗降人員は100,353人（乗車人員：49,755人、降車人員：50,598人）である[都交 1]。三田線内では神保町駅に次ぐ第2位。

### 年度別1日平均乗降人員
近年の1日平均乗降人員の推移は下表の通りである。
- 東京メトロの値には、東京メトロ線内の乗換人員を含まない。

| 年度               | 営団 / 東京メトロ | 営団 / 東京メトロ | 都営地下鉄       | 都営地下鉄 |
| 年度               | 1日平均 乗降人員  | 増加率            | 1日平均 乗降人員 | 増加率     |
| ------------------ | ----------------- | ----------------- | ---------------- | ---------- |
| 1999年（平成11年） | 296,354           |                   |                  |            |
| 2000年（平成12年） | 287,714           | −2.9%             | 69,234           |            |
| 2001年（平成13年） | 277,422           | −3.6%             | 69,546           | 0.5%       |
| 2002年（平成14年） | 270,486           | −2.5%             | 70,634           | 1.6%       |
| 2003年（平成15年） | 268,462           | −0.7%             | 70,407           | −0.3%      |
| 2004年（平成16年） | 269,977           | 0.6%              | 71,154           | 1.1%       |
| 2005年（平成17年） | 274,843           | 1.8%              | 73,147           | 2.8%       |
| 2006年（平成18年） | 279,061           | 1.5%              | 75,518           | 3.2%       |
| 2007年（平成19年） | 294,236           | 5.4%              | 79,093           | 4.7%       |
| 2008年（平成20年） | 292,849           | −0.5%             | 81,341           | 2.8%       |
| 2009年（平成21年） | 280,381           | −4.3%             | 80,846           | −0.6%      |
| 2010年（平成22年） | 274,618           | −2.1%             | 80,087           | −0.9%      |
| 2011年（平成23年） | 269,848           | −1.7%             | 79,234           | −1.1%      |
| 2012年（平成24年） | 277,336           | 2.8%              | 82,960           | 4.7%       |
| 2013年（平成25年） | 288,037           | 3.9%              | 86,264           | 4.0%       |
| 2014年（平成26年） | 301,519           | 4.7%              | 90,776           | 5.2%       |
| 2015年（平成27年） | 313,620           | 4.0%              | 95,406           | 5.1%       |
| 2016年（平成28年） | 325,067           | 3.6%              | 99,972           | 4.8%       |
| 2017年（平成29年） | 338,955           | 4.3%              | 104,455          | 4.4%       |
| 2018年（平成30年） | 356,634           | 5.2%              | 107,746          | 3.2%       |
| 2019年（令和元年） | 365,972           | 2.6%              | 110,710          | 2.8%       |
| 2020年（令和02年） | 232,003           | −36.6%            | 74,039           | −33.1%     |
| 2021年（令和03年） | 238,306           | 2.7%              | 78,183           | 5.6%       |
| 2022年（令和04年） | 277,497           | 16.4%             | 88,646           | 13.4%      |
| 2023年（令和05年） | 312,041           | 12.4%             | 100,353          | 13.2%      |
| 2024年（令和06年） | 334,541           | 7.2%              |                  |            |

### 年度別1日平均乗車人員（1956年 - 2000年）
各年度の1日平均乗車人員の推移は下表の通りである。
- 1966年度、1967年度と1976年度以降の丸ノ内線・東西線・千代田線・半蔵門線の値には、東京メトロ線内の乗換人員を含まない。

| 年度               | 営団     | 営団     | 営団     | 営団     | 都営地下鉄 | 出典              |
| 年度               | 丸ノ内線 | 東西線   | 千代田線 | 半蔵門線 | 都営地下鉄 | 出典              |
| ------------------ | -------- | -------- | -------- | -------- | ---------- | ----------------- |
| 1956年（昭和31年） | 4,378    | 未 開 業 | 未 開 業 | 未 開 業 | 未 開 業   | [ 東京都統計 1 ]  |
| 1957年（昭和32年） | 5,840    | 未 開 業 | 未 開 業 | 未 開 業 | 未 開 業   | [ 東京都統計 2 ]  |
| 1958年（昭和33年） | 11,833   | 未 開 業 | 未 開 業 | 未 開 業 | 未 開 業   | [ 東京都統計 3 ]  |
| 1959年（昭和34年） | 19,309   | 未 開 業 | 未 開 業 | 未 開 業 | 未 開 業   | [ 東京都統計 4 ]  |
| 1960年（昭和35年） | 21,169   | 未 開 業 | 未 開 業 | 未 開 業 | 未 開 業   | [ 東京都統計 5 ]  |
| 1961年（昭和36年） | 26,460   | 未 開 業 | 未 開 業 | 未 開 業 | 未 開 業   | [ 東京都統計 6 ]  |
| 1962年（昭和37年） | 29,784   | 未 開 業 | 未 開 業 | 未 開 業 | 未 開 業   | [ 東京都統計 7 ]  |
| 1963年（昭和38年） | 33,732   | 未 開 業 | 未 開 業 | 未 開 業 | 未 開 業   | [ 東京都統計 8 ]  |
| 1964年（昭和39年） | 37,736   | 未 開 業 | 未 開 業 | 未 開 業 | 未 開 業   | [ 東京都統計 9 ]  |
| 1965年（昭和40年） | 37,863   | 未 開 業 | 未 開 業 | 未 開 業 | 未 開 業   | [ 東京都統計 10 ] |
| 1966年（昭和41年） | 35,074   | 12,882   | 未 開 業 | 未 開 業 | 未 開 業   | [ 東京都統計 11 ] |
| 1967年（昭和42年） | 35,145   | 20,082   | 未 開 業 | 未 開 業 | 未 開 業   | [ 東京都統計 12 ] |
| 1968年（昭和43年） | 60,476   | 51,546   | 未 開 業 | 未 開 業 | 未 開 業   | [ 東京都統計 13 ] |
| 1969年（昭和44年） | 69,272   | 72,333   | 14,757   | 未 開 業 | 未 開 業   | [ 東京都統計 14 ] |
| 1970年（昭和45年） | 77,918   | 87,992   | 20,690   | 未 開 業 | 未 開 業   | [ 東京都統計 15 ] |
| 1971年（昭和46年） | 75,579   | 98,549   | 38,538   | 未 開 業 | 未 開 業   | [ 東京都統計 16 ] |
| 1972年（昭和47年） | 72,381   | 102,362  | 44,518   | 未 開 業 | 11,534     | [ 東京都統計 17 ] |
| 1973年（昭和48年） | 67,277   | 100,036  | 51,542   | 未 開 業 | 17,315     | [ 東京都統計 18 ] |
| 1974年（昭和49年） |          | 58,348   |          | 未 開 業 | 24,115     | [ 東京都統計 19 ] |
| 1975年（昭和50年） |          | 130,005  |          | 未 開 業 | 27,186     | [ 東京都統計 20 ] |
| 1976年（昭和51年） | 39,153   | 60,200   | 34,858   | 未 開 業 | 30,097     | [ 東京都統計 21 ] |
| 1977年（昭和52年） | 38,175   | 62,148   | 38,819   | 未 開 業 | 32,710     | [ 東京都統計 22 ] |
| 1978年（昭和53年） | 35,542   | 61,205   | 41,701   | 未 開 業 | 32,849     | [ 東京都統計 23 ] |
| 1979年（昭和54年） | 35,842   | 61,866   | 44,423   | 未 開 業 | 33,235     | [ 東京都統計 24 ] |
| 1980年（昭和55年） | 35,008   | 61,934   | 45,340   | 未 開 業 | 33,899     | [ 東京都統計 25 ] |
| 1981年（昭和56年） | 34,838   | 62,636   | 45,214   | 未 開 業 | 35,222     | [ 東京都統計 26 ] |
| 1982年（昭和57年） | 34,644   | 62,893   | 45,592   | 未 開 業 | 36,532     | [ 東京都統計 27 ] |
| 1983年（昭和58年） | 35,014   | 65,708   | 45,811   | 未 開 業 | 39,678     | [ 東京都統計 28 ] |
| 1984年（昭和59年） | 34,644   | 68,110   | 47,186   | 未 開 業 | 37,482     | [ 東京都統計 29 ] |
| 1985年（昭和60年） | 35,414   | 68,784   | 48,121   | 未 開 業 | 37,490     | [ 東京都統計 30 ] |
| 1986年（昭和61年） | 36,047   | 70,742   | 49,247   | 未 開 業 | 38,375     | [ 東京都統計 31 ] |
| 1987年（昭和62年） | 36,022   | 73,366   | 49,415   | 未 開 業 | 39,128     | [ 東京都統計 32 ] |
| 1988年（昭和63年） | 36,811   | 75,603   | 48,830   | 5,800    | 39,436     | [ 東京都統計 33 ] |
| 1989年（平成元年） | 34,337   | 74,348   | 45,096   | 7,953    | 37,011     | [ 東京都統計 34 ] |
| 1990年（平成02年） | 33,729   | 73,093   | 45,441   | 9,964    | 37,211     | [ 東京都統計 35 ] |
| 1991年（平成03年） | 33,691   | 75,000   | 44,732   | 11,623   | 37,609     | [ 東京都統計 36 ] |
| 1992年（平成04年） | 33,222   | 76,737   | 44,490   | 12,515   |            | [ 東京都統計 37 ] |
| 1993年（平成05年） | 32,121   | 77,677   | 43,510   | 12,468   | 36,995     | [ 東京都統計 38 ] |
| 1994年（平成06年） | 30,786   | 75,655   | 42,033   | 12,575   | 36,460     | [ 東京都統計 39 ] |
| 1995年（平成07年） | 29,850   | 73,344   | 40,577   | 12,454   | 35,033     | [ 東京都統計 40 ] |
| 1996年（平成08年） | 29,707   | 72,786   | 39,115   | 12,608   | 34,249     | [ 東京都統計 41 ] |
| 1997年（平成09年） | 27,989   | 72,956   | 38,101   | 12,241   | 33,981     | [ 東京都統計 42 ] |
| 1998年（平成10年） | 28,241   | 73,674   | 38,638   | 12,608   | 34,452     | [ 東京都統計 43 ] |
| 1999年（平成11年） | 26,852   | 71,948   | 37,093   | 12,536   | 33,150     | [ 東京都統計 44 ] |
| 2000年（平成12年） | 26,690   | 71,000   | 34,795   | 12,071   | 33,773     | [ 東京都統計 45 ] |

### 年度別1日平均乗車人員（2001年以降）
近年の1日平均乗車人員の推移は下表の通り。
| 年度               | 営団 / 東京メトロ | 営団 / 東京メトロ | 営団 / 東京メトロ | 営団 / 東京メトロ | 都営地下鉄 | 出典              |
| 年度               | 丸ノ内線          | 東西線            | 千代田線          | 半蔵門線          | 都営地下鉄 | 出典              |
| ------------------ | ----------------- | ----------------- | ----------------- | ----------------- | ---------- | ----------------- |
| 2001年（平成13年） | 26,227            | 68,882            | 33,438            | 11,805            | 34,036     | [ 東京都統計 46 ] |
| 2002年（平成14年） | 24,622            | 67,474            | 32,055            | 11,945            | 34,584     | [ 東京都統計 47 ] |
| 2003年（平成15年） | 24,855            | 66,257            | 29,404            | 14,213            | 34,437     | [ 東京都統計 48 ] |
| 2004年（平成16年） | 27,104            | 67,129            | 27,378            | 14,874            | 34,825     | [ 東京都統計 49 ] |
| 2005年（平成17年） | 26,918            | 68,468            | 27,885            | 15,548            | 35,805     | [ 東京都統計 50 ] |
| 2006年（平成18年） | 25,367            | 69,510            | 29,852            | 16,167            | 36,975     | [ 東京都統計 51 ] |
| 2007年（平成19年） | 24,238            | 73,604            | 32,730            | 17,281            | 39,038     | [ 東京都統計 52 ] |
| 2008年（平成20年） | 22,658            | 73,838            | 33,458            | 16,882            | 40,162     | [ 東京都統計 53 ] |
| 2009年（平成21年） | 20,677            | 71,214            | 30,403            | 16,263            | 40,025     | [ 東京都統計 54 ] |
| 2010年（平成22年） | 19,230            | 71,085            | 31,877            | 15,964            | 39,701     | [ 東京都統計 55 ] |
| 2011年（平成23年） | 18,801            | 69,809            | 31,311            | 15,858            | 39,301     | [ 東京都統計 56 ] |
| 2012年（平成24年） | 19,408            | 71,438            | 31,973            | 16,877            | 41,142     | [ 東京都統計 57 ] |
| 2013年（平成25年） | 20,910            | 73,460            | 32,970            | 17,740            | 42,789     | [ 東京都統計 58 ] |
| 2014年（平成26年） | 22,833            | 75,515            | 34,479            | 18,953            | 44,992     | [ 東京都統計 59 ] |
| 2015年（平成27年） | 23,683            | 78,809            | 35,607            | 19,929            | 47,363     | [ 東京都統計 60 ] |
| 2016年（平成28年） | 25,858            | 79,704            | 36,959            | 21,452            | 49,669     | [ 東京都統計 61 ] |
| 2017年（平成29年） | 28,230            | 81,353            | 38,619            | 22,997            | 51,931     | [ 東京都統計 62 ] |
| 2018年（平成30年） | 30,504            | 83,833            | 40,819            | 25,033            | 53,564     | [ 東京都統計 63 ] |
| 2019年（令和元年） | 31,497            | 82,587            | 42,738            | 28,030            | 55,049     | [ 東京都統計 64 ] |
| 2020年（令和02年） |                   |                   |                   |                   | 36,809     |                   |
| 2021年（令和03年） |                   |                   |                   |                   | 38,781     |                   |
| 2022年（令和04年） |                   |                   |                   |                   | 43,984     |                   |
| 2023年（令和05年） |                   |                   |                   |                   | 49,755     |                   |

備考
1. ↑  1956年7月20日開業。開業日から翌年3月31日までの計255日間を集計したデータ。
2. ↑  1966年10月1日開業。開業日から翌年3月31日までの計182日間を集計したデータ。
3. ↑  1969年12月20日開業。開業日から翌年3月31日までの計110日間を集計したデータ。
4. ↑  1972年6月30日開業。開業日から翌年3月31日までの計279日間を集計したデータ。
5. ↑  1989年1月26日開業。開業日から同年3月31日までの計65日間を集計したデータ。

## 駅周辺
駅周辺には大手銀行や商社・マスメディアなどの本部・本社およびその業界団体などが立地し、日本経済の中枢部である。
- 大手町合同庁舎
  - 大手町一郵便局
- 気象庁
- 東京消防庁
- 東京消防庁 丸の内消防署
- 皇居
  - 皇居外苑
  - 大手門
  - 皇居東御苑
- UBSグループ
- 三菱UFJ銀行 東京営業部
- 三菱UFJ信託銀行 本店
- 日本政策投資銀行
- 日本政策金融公庫
- 国際協力銀行
- 大手町タワー
  - みずほ銀行
    - 本店
    - 丸の内中央支店
    - 東京中央支店
    - 丸之内支店
- 丸の内オアゾ
  - 日本生命丸の内ビル
    - 日立製作所本社

  - 丸の内北口ビル
    - 野村総合研究所本社

  - 丸の内センタービル
    - 丸の内センタービル内郵便局

  - 新丸の内センタービル
- 大手町ビルヂング
  - 協和発酵キリン本社
  - 大手町ビル内郵便局
  - 東京中央郵便局 大手町分室
  - 銀座郵便局 大手町分室
- パレスホテル東京

- 読売新聞ビル
  - 読売新聞グループ本社
  - 読売新聞東京本社
  - 中央公論新社
- 日本経済新聞社東京本社ビル（日経ビル）
  - 日本経済新聞社 東京本社
  - 日経ホール
- 東京サンケイビル
  - 産業経済新聞社 東京本社
  - 産経新聞出版
- NTT大手町ビル（NTTコミュニケーションズ）
- 大手町ファーストスクエア
- JAビル
  - 全国農業協同組合中央会
- 日本経済新聞社東京本社ビル
- 経団連会館
  - 両者は上層階で連絡
- TOKIWAブリッジ
- アーバンネット大手町ビル
- 大手町野村ビル
- KDDI大手町ビル
  - KDDI大手町ビル内郵便局
- 東京海上日動ビルディング
  - 東京海上日動火災保険本社
  - 北洋銀行東京支店
- 三井物産本社
- ENEOSホールディングス本社
  - ENEOS本社
- 大手センタービル
- 新大手町ビル
- 鉄鋼ビルディング
- 公庫ビル
- 丸の内ビルディング
- 新丸の内ビルディング
- 国道1号
- JR東京駅
  - 丸の内中央ビル（日本橋口、東西線大手町駅に直結）
- 東横INN東京大手町駅前

## バス路線
神田橋（C1・C2出口付近）
- 都営バス
  - 東43：荒川土手行／東京駅丸の内北口行

大手町（C8・C9出口付近）
- 都営バス
  - 東43：荒川土手行／東京駅丸の内北口行

呉服橋（B6・B7出口付近）
- 都営バス

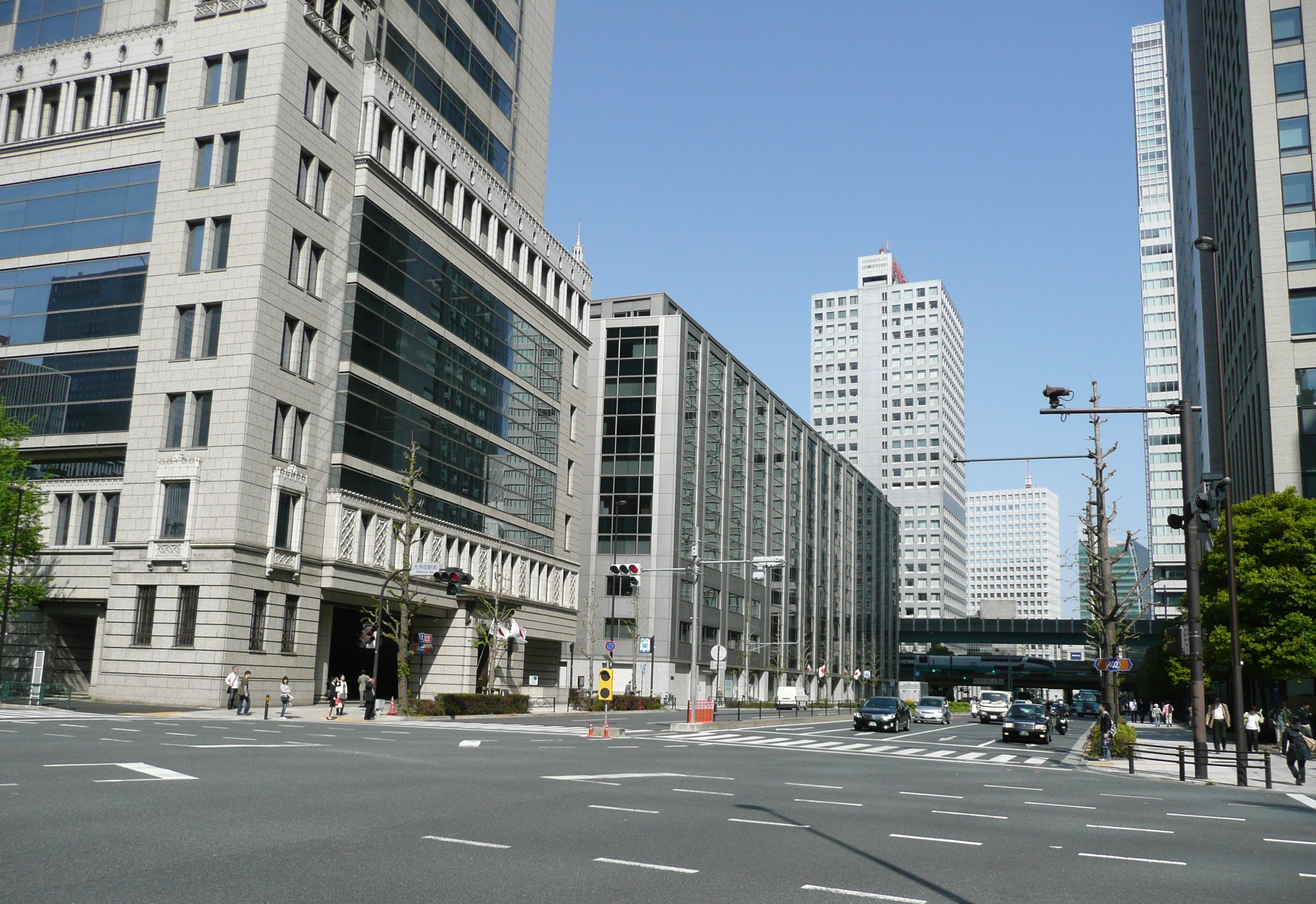
大手町駅前交差点（2010年4月29日）

  - 東22：錦糸町駅前行／東京駅丸の内北口行

東京サンケイビル（A4出口付近）・経団連会館・JAビル（C2出口付近）・読売新聞（C3出口付近）
- 日の丸自動車興業
  - 丸の内シャトル：東京會舘・日比谷方面行

パレスホテル
- 東京空港交通
  - 空港連絡バス：成田空港行

大手町フィナンシャルシティグランキューブ／星のや東京
- 東京空港交通
  - 空港連絡バス：成田空港行
  - 空港連絡バス：羽田空港行
- 京王バス
  - 深夜急行バス 武蔵小金井駅・国分寺駅方面 国立駅行
- 関東バス・京阪バス
  - 夜行高速乗合バス 東京ミッドナイトエクスプレス京都号 京都駅・枚方市駅・京阪バス枚方車庫行

このほか、B7出入口は東京駅の高速バス降車場である日本橋口に隣接する。詳細は「東京駅のバス乗り場」を参照。

## 隣の駅
東京地下鉄（東京メトロ）
 丸ノ内線
東京駅 (M 17) - 大手町駅 (M 18) - 淡路町駅 (M 19)
 東西線（東陽町以西は全列車が各駅に停車）
竹橋駅 (T 08) - 大手町駅 (T 09) - 日本橋駅 (T 10)
 千代田線
- □特急ロマンスカー「メトロはこね」「メトロえのしま」「メトロモーニングウェイ」「メトロホームウェイ」停車駅（小田急線方面は乗車のみ・北千住行きは降車のみ）

■ロマンスカー以外の列車種別（千代田線内は各駅に停車）
二重橋前〈丸の内〉駅 (C 10) - 大手町駅 (C 11) - 新御茶ノ水駅 (C 12)
 半蔵門線（線内は全列車が各駅に停車）
神保町駅 (Z 07) - 大手町駅 (Z 08) - 三越前駅 (Z 09)
東京都交通局（都営地下鉄）
 都営三田線（線内は全列車が各駅に停車）
日比谷駅 (I 08) - 大手町駅 (I 09) - 神保町駅 (I 10)